# Thomas Robinet
Thomas Robinet, né le 18 août 1996 à Saint-Priest (Rhône), est un footballeur français qui évolue au poste d'attaquant à Almere City.

## Carrière

### Formation
Après avoir joué dans les équipes jeunes de l'Olympique lyonnais et de l'AS Saint-Priest, Thomas Robinet intègre le centre de formation du Football Club Sochaux-Montbéliard en 2011, après deux ans de préformation au pôle espoirs de Dijon. Il remporte avec l'équipe U19 la Coupe Gambardella en 2015, marquant le premier but de la finale avant de délivrer une passe décisive à Marcus Thuram.  

### Débuts professionnels à Sochaux
La saison suivante, il fait ses débuts avec l'équipe professionnelle en entrant en jeu lors de la première journée de Ligue 2 contre le Clermont Foot 63. Il signe son premier contrat professionnel en janvier 2016. Pour sa première saison professionnelle, il prend part à seize rencontres dont onze en championnat. Le 24 mai 2016, il inscrit son premier but sous le maillot Bleu, lors d'une victoire deux buts à un de l'équipe de France U20 face au Mali. Il est finaliste du Tournoi de Toulon avec cette même équipe. Le 12 août 2016, il marque son premier but professionnel lors d'une victoire deux buts à un contre le Clermont Foot 63 avant de récidiver dix jours plus tard en Coupe de la Ligue contre le Stade brestois 29. Sous contrat avec Sochaux jusqu'en 2019, il y poursuit sa carrière et rentre dans la rotation d'effectif. Mais il ne s'impose pas et quitte le club libre de tout contrat après une saison 2018-2019 où il est resté muet.

### Rebond en National
En juillet 2019, il est libre de tout contrat et s'engage pour un an au FC Villefranche Beaujolais. Il fait partie des cadres du club, avec 9 buts et 3 passes décisives, il est un grand artisan de la belle saison du club en National (ils étaient encore en bonne position pour la montée en Ligue 2 avant l'arrêt des championnats).

#### Stade lavallois
Le 14 mai 2020, il paraphe un contrat d'un an (plus deux ans en option en cas de montée du club en Ligue 2) au Stade lavallois et y fait ses débuts le 21 août face à l'US Orléans. Il ouvre son compteur de but 10 jours plus tard contre le Stade briochin. Il poursuit sur sa lancée de la saison 2019-2020 et se montre très régulièrement décisif. Il ponctue sa saison avec treize buts et six passes décisives en 34 matches, toutes compétitions confondues. Ce qui fait de lui, le meilleur buteur du club cette saison. C'est également sa meilleure saison d'un point de vue statistique individuel, mais cela n'est pas suffisant pour faire monter le Stade lavallois en Ligue 2. Il quitte alors le club, libre de tout contrat en fin de saison. 

#### La Berrichonne de Châteauroux
Le 1er juillet 2021, il s'engage au LB Châteauroux jusqu'en 2024. Auteur de la meilleure saison de sa carrière avec 18 buts, il décide pourtant quitter le club en fin de saison, malgré la volonté de son club de le conserver.  

#### AS Nancy Lorraine
Thomas Robinet quitte Châteauroux le dernier jour du mercato d'été pour s'engager pour quatre ans avec le KV Oostende, et est prêté dans la foulée à l'AS Nancy-Lorraine. Le montant du transfert est estimé à 500 000 euros. Attiré par le public nancéien et l'ambiance à Marcel-Picot, il y retrouve l'un de ses anciens entraîneurs Albert Cartier, qui l'avait lancé en professionnel à Sochaux en 2015. Après avoir joué trois premières journées du championnat de National avec Châteauroux, il joue son premier match avec l'ASNL lors de la cinquième journée, le 9 septembre 2022, au cours duquel il marque son premier but sous ses nouvelles couleurs. 

### Almere City
En 2023, il signe en faveur de Almere City, tout juste promu en Eredivise au Pays-Bas. Pour sa première saison de première division, il prend part à trente-trois rencontres et marque à onze reprises.

## Style de jeu
Thomas Robinet est un attaquant complet, qui joue principalement en pointe mais qui peut également évoluer sur les côtés. Il est décrit par son ancien entraineur, Éric Hély, comme un attaquant complet, qui cherche l'efficacité et fait beaucoup d'efforts sur le plan défensif. 
« Il ne va pas dribbler trois ou quatre joueurs. Il cherchera toujours l’efficacité. Il a besoin de monde avec lui pour faire des différences. Il aime bien combiner. Sur un côté, il fera naturellement les efforts défensifs. Il est travailleur et rigoureux. C’est un joueur fiable. » (Éric Hély).

## Statistiques
| Saison                | Club                       | Championnat           | Championnat | Championnat | Championnat | Coupe nationale | Coupe nationale | Coupe nationale | Coupe de la Ligue | Coupe de la Ligue | Coupe de la Ligue | Total | Total | Total |
| Saison                | Club                       | Division              | M.          | B.          | P.d.        | M.              | B.              | P.d.            | M.                | B.                | P.d.              | M.    | B.    | P.d.  |
| 2015-2016             | FC Sochaux-Montbéliard     | Ligue 2               | 11          | 0           | 0           | 4               | 0               | 0               | 1                 | 0                 | 0                 | 16    | 0     | 0     |
| 2016-2017             | FC Sochaux-Montbéliard     | Ligue 2               | 23          | 1           | 1           | -               | -               | -               | 4                 | 1                 | 0                 | 27    | 2     | 1     |
| 2017-2018             | FC Sochaux-Montbéliard     | Ligue 2               | 18          | 1           | 1           | 5               | 1               | 1               | 1                 | 0                 | 0                 | 24    | 2     | 2     |
| 2018-2019             | FC Sochaux-Montbéliard     | Ligue 2               | 21          | 0           | 0           | 2               | 1               | 0               | 1                 | 0                 | 0                 | 24    | 1     | 0     |
| Sous-total            | Sous-total                 | Sous-total            | 73          | 2           | 2           | 11              | 2               | 1               | 7                 | 1                 | 0                 | 91    | 5     | 3     |
| 2019-2020             | FC Villefranche Beaujolais | National              | 22          | 9           | 3           | 2               | 0               | 1               | -                 | -                 | -                 | 24    | 9     | 4     |
| 2020-2021             | Stade lavallois            | National              | 32          | 12          | 4           | 3               | 1               | 2               | -                 | -                 | -                 | 35    | 13    | 6     |
| 2021-2022             | LB Châteauroux             | National              | 33          | 18          | 1           | 2               | 2               | 0               | -                 | -                 | -                 | 35    | 20    | 1     |
| 2022-2023             | LB Châteauroux             | National              | 3           | 1           | 0           | -               | -               | -               | -                 | -                 | -                 | 3     | 1     | 0     |
| Sous-total            | Sous-total                 | Sous-total            | 36          | 19          | 1           | 2               | 2               | 0               | -                 | -                 | -                 | 38    | 21    | 1     |
| 2022-2023             | AS Nancy-Lorraine (prêt)   | National              | 27          | 8           | 1           | -               | -               | -               | -                 | -                 | -                 | 27    | 8     | 1     |
| 2023-2024             | Almere City                | Eredivisie            | 33          | 11          | 3           | 3               | 1               | 0               | -                 | -                 | -                 | 36    | 12    | 3     |
| 2024-2025             | Almere City                | Eredivisie            | 21          | 1           | 1           | 1               | 0               | 0               | -                 | -                 | -                 | 22    | 1     | 1     |
| Sous-total            | Sous-total                 | Sous-total            | 54          | 12          | 4           | 4               | 1               | 0               | -                 | -                 | -                 | 58    | 13    | 4     |
| Total sur la carrière | Total sur la carrière      | Total sur la carrière | 244         | 62          | 15          | 22              | 6               | 4               | 7                 | 1                 | 0                 | 273   | 69    | 19    |

## Palmarès
Il remporte la Coupe Gambardella en 2015 avec le FC Sochaux-Montbéliard.
En 2016, il est finaliste du Tournoi de Toulon avec l'équipe de France U20.